# Ajka
Ajka (hongrois : Ajka [ˈɒjkɒ] ; allemand : Eickau) est une localité hongroise située dans le comitat de Veszprém. Elle est située dans les collines du Bakony.
La ville d'Ajka est née de la fusion, le 1er janvier 1960, des localités de Ajka, Bódé, Tósok et Tósokberénd. Plus tard, au cours de la même décennie, les villages de Csékút, Bakonygyepes, Padragkút et Ajkarendek furent également intégrés à la commune.

## Site et localisation

### Topographie et hydrographie
Ajka est située à 27 kilomètres à l'ouest de Veszprém, à la lisière de la forêt du massif du Bakony, et à 32 kilomètres au nord du lac Balaton. La ville s'étend le long d'une faille qui divise le Bakony en deux parties, formant un bassin ouvert vers l'ouest.
Les communes limitrophes sont Magyarpolány au nord, Öcs et Halimba au sud, Kolontár et Devecser à l'ouest, et Kislőd et Úrkút à l'est. La rivière Torna (hu), ainsi que plusieurs ruisseaux, dont le Csinger, traversent le territoire communal. La ville possède également un lac artificiel destiné aux loisirs.

### Géologie et géomorphologie
La région d'Ajka est riche en gisements de charbon, ce qui a favorisé son développement industriel au XIXe siècle. Lors de l'extraction du charbon, des résines fossiles spécifiques ont été découvertes et ont reçu le nom d'AjkaitAjkait (hu).

## Histoire
Des vestiges archéologiques attestent la présence humaine dès le Néolithique. Vers l'an 1000 av. J.-C., les Celtes s'installèrent dans la région, occupant les fortifications en terre des Illyriens. Une de ces fortifications, située sur la colline de Töröktető, a été découverte par Flóris Rómer, qui l'a nommée Cservár. Au IIe siècle av. J.-C., les Romains conquirent le territoire, y laissant notamment une stèle funéraire. Après la chute de l'Empire romain, la région passa sous contrôle des Huns, Goths, Lombards et Avars, avant d'être intégrée à l'Empire franc puis habitée par des Slaves.
Les Hongrois s'y installèrent au IXe siècle sous la direction du prince Árpád. Aux XIe-XIIIe siècle, plusieurs villages furent fondés, dont Ajka, Berénd, Bódé et Padrag, qui portent des noms de personnes, tandis que Csékút, Gyepes, Rendek et Tósok dérivent de caractéristiques géographiques. Le nom Ajka proviendrait d'une famille noble médiévale, possiblement issue du chevalier allemand Heiko, venu en Hongrie avec la reine Gisèle de Bavière. Le premier document mentionnant la localité sous le nom Eyka date de 1214, et en 1278, elle apparaît sous le nom Ayka, avec une église déjà construite.
Pendant des siècles, Ajka resta un bourg agricole modeste. Son essor débuta au XIXe siècle, après la découverte de charbon en 1836 dans la vallée de Csingervölgy. Cette découverte fortuite, faite par un berger allumant un feu sur un sol riche en houille, mena à l'exploitation minière à partir de 1869. En 1878, une usine de verre fut créée par Bernát Neumann, utilisant le charbon et la proximité du chemin de fer. Dans les années 1930, d'importants gisements de bauxite furent découverts, conduisant à la création d'une raffinerie d'alumine et d'une fonderie d'aluminium. En 1937, la première usine mondiale de krypton y fut fondée sur la base du brevet de Imre Bródy.
Avec la politique d'industrialisation du gouvernement communiste, Ajka devint une ville industrielle. Cette transformation entraîna l'annexion de plusieurs villages voisins en 1960, portant la population à 15 375 habitants. Dans les années 1970, un programme d'urbanisation transforma le centre-ville avec la construction de la mairie, d'un centre culturel, des magasins Zenit et Horizont, et de l'hôtel Ajka. La ville devint chef-lieu du district en 1971, et comptait déjà 32 usines en 1972. L'intégration administrative se poursuivit avec Bakonygyepes et Ajkarendek en 1977, puis Padragkút en 1984.
Après la chute du régime communiste en 1989, Ajka subit un déclin industriel, mais l'Alliance régionale Nouvelle Atlantide chercha à relancer l'économie, notamment via un parc industriel attirant de nouveaux investisseurs. Dans les années 2000, un programme de rénovation, l'Agóra-terv, permit de moderniser le centre-ville. Malgré la crise financière de 2008, la ville retrouva une dynamique économique, atteignant jusqu'à 1 % du PIB hongrois.

### Pollution industrielle d'octobre 2010
Le 4 octobre 2010, la rupture d'un réservoir de l'usine d'aluminium d'Ajka libéra entre 700 000 et 1 000 000 mètres cubes de boue rouge toxique. Cette catastrophe écologique affecta plusieurs villages environnants, provoquant la mort de 10 personnes et blessant plus de 150 habitants.
Dans les années 2010, Ajka poursuivit sa modernisation avec la rénovation de la piscine municipale et la construction d'une patinoire parmi les plus modernes de Hongrie. Lors de la pandémie de COVID-19, l'hôpital Imre Magyar fut désigné comme établissement spécialisé dans la prise en charge des patients atteints du virus.

## Population

### Tendances démographiques
| 1900  | 1910  | 1920  | 1930  | 1941  | 1949   | 1960   |
| ----- | ----- | ----- | ----- | ----- | ------ | ------ |
| 6 791 | 7 285 | 7 071 | 7 995 | 9 065 | 11 843 | 20 628 |

| 1970   | 1980   | 1990   | 2001   | 2011   | 2013   | 2014   |
| ------ | ------ | ------ | ------ | ------ | ------ | ------ |
| 26 523 | 32 656 | 33 832 | 31 805 | 29 106 | 29 048 | 28 775 |

| 2018   | 2021   | 2022   | 2023   | 2024   | - | - |
| ------ | ------ | ------ | ------ | ------ | - | - |
| 27 995 | 26 963 | 26 705 | 26 643 | 26 408 | - | - |

### Minorités culturelles et religieuses
Lors du recensement de 2011, 86 % des habitants se déclaraient hongrois, 0,9 % roms, 2,9 % allemands et 0,3 % roumains, tandis que 13,8 % n'avaient pas indiqué leur origine ethnique. En ce qui concerne l'appartenance religieuse, 52,2 % se disaient catholiques romains, 4,6 % réformés, 3,3 % évangéliques et 11,7 % sans confession, alors que 27,2 % n'avaient pas répondu. Par ailleurs, la ville est, par la population, la troisième commune la plus importante du comté de Veszprém.
En 2022, la proportion d'habitants se déclarant hongrois a augmenté pour atteindre 88,7 %, tandis que 2 % déclaraient être allemands, 0,7 % roms, 0,3 % ukrainiens, 0,2 % roumains, 0,2 % croates, et 0,1 % chacun pour les Serbes et les Slovaques. De plus, 1,9 % se déclaraient appartenir à d'autres nationalités non hongroises (10,8 % n'ayant pas répondu, le total pouvant ainsi dépasser 100 % en raison des identités multiples). Du point de vue religieux, 36,9 % se déclaraient catholiques romains, 4,1 % réformés, 2,7 % évangéliques, 0,2 % grecs-catholiques, 0,2 % orthodoxes, 1 % d'autres confessions chrétiennes, 0,9 % d'autres catholiques, et 10,9 % sans affiliation religieuse (43 % n'ayant pas répondu).

## Équipements

### Réseaux extra-urbains
Ajka est située en bordure de la route principale 8, un axe majeur reliant Székesfehérvár à Szombathely. Plusieurs routes secondaires permettent d'accéder à différentes localités environnantes. La route 7306 relie le centre-ville à Ajkarendek et à la route principale 8. La route 7308, qui traverse Ajka et en constitue l'axe principal, dessert les localités méridionales du Bakony, notamment Úrkút et Nagyvázsony. D'autres liaisons permettent de rejoindre des villages voisins : la route 7309 mène à Öcs et Pula, la 7315 en direction de Halimba, Szőc et Nyirád, la 7339 vers Kolontár et Devecser, et la 8401, qui débute à Bakonygyepes, s'étend jusqu'à Noszlop avant de poursuivre vers Pápa. Quelques routes locales assurent également des connexions plus directes, comme celle reliant Csékút et Kolontár ou celle qui joint Bakonygyepes à Ajkarendek.
La ville est traversée par la ligne de Székesfehérvár à Szombathely, et dispose d'une gare, la gare d'Ajka (hu), qui joue un rôle clé dans les liaisons ferroviaires régionales.
Ajka est aussi un nœud de transport par bus dans la région. Près de 200 lignes assurent des liaisons locales et interurbaines. Le réseau est exploité par Volánbusz Zrt., qui dessert aussi bien le centre-ville que les communes environnantes.

## Patrimoine urbain
Ajka possède plusieurs édifices religieux notables. L'église catholique romaine de Tósokberénd abrite une œuvre de Vinzenz Fischer représentant Saint Étienne offrant la couronne de Hongrie à la Vierge Marie. L'église évangélique, située sur la colline du Templomdomb, a été construite entre 1786 et 1789.
Le Városliget, un parc urbain, comprend un lac artificiel aménagé pour la navigation de plaisance. Sur l'île centrale du lac se dresse le buste en bronze de István Fekete, réalisé par Miklós Borsos. Autour de cette statue, des sculptures de Katalin Samu représentent les animaux célèbres des romans de l'auteur, dont Kele, Csí, Hú, Bogáncs, Bob le lévrier, Cini la souris et Vuk le renard.
Sur la colline du Templomdomb, le musée municipal et galerie photographique expose plusieurs collections permanentes, notamment une exposition sur l'histoire locale, une exposition commémorative de Miklós Borsos, une collection dédiée à István Fekete, ainsi qu'une salle consacrée à Gábor Molnár. Ces collections sont le fruit du travail de János Gáspár, avec la participation de Zsuzsanna Gergő et Frigyes Giay pour la collection Fekete. L'exposition historique locale est principalement due à l'implication de Frigyes Giay. Ce musée accueille également la Société littéraire István Fekete, fondée en 1987, ainsi que la Société Gábor Molnár, créée en 2006 par Zoltán Tatai.
L'industrie locale est représentée par Ajka Kristály, une manufacture de verre renommée. Le musée de la mine, avec sa section paléontologique et pétrographique, se situe dans le Parc forestier.
Enfin, Ajka comptait autrefois parmi ses monuments le château Nirnsee (ou manoir Nirnsee), démoli en 1981 pour faire place à un immeuble résidentiel de dix étages et à un bureau de poste.

## Tissu associatif
La ville d'Ajka compte deux clubs de football. Le premier, le FC Ajka, évolue en deuxième division du championnat national. Au début des années 2010, le club a connu d'importantes transformations, notamment avec l'inauguration d'un complexe d'entraînement sur gazon synthétique et l'ouverture d'un centre de formation pour les jeunes.
Le second club, l'Ajka Kristály SE – surnommé « l'équipe de l'usine de verre » – joue sur un terrain situé à Tósokberénd, en périphérie de la ville, et évolue dans le championnat de première division du comté.
Par ailleurs, la ville abrite une diversité d'associations sportives œuvrant dans plusieurs disciplines :
- Football : FC Ajka, Ajka Kristály SE
- Handball : Le Belier KK Ajka
- Natation : Rája '94
- Water-polo : Cápa Vízilabdaklub Ajka
- Canoë-kayak : Ajka Kristály SE
- Hockey sur glace : Ajkai Óriások
- Échecs : Bányász Sportkör Ajka
- Athlétisme : Dobó Se, Tova Futók Se, Bakonyi Tájfutó Klub
- Tennis de table : Ajkai Asztalitenisz Se
- Sports de combat : boxe, aikido, judo, karaté
- Floorball : Ajkai Fekete Ló
- Basket-ball
- Volley-ball : Röpisuli SE
- Tir sportif : Ajkai Technikai Tömegsport Egyesület

Cette pluralité d'associations illustre la vitalité sportive de la ville et son engagement pour la promotion de la pratique sportive à tous les niveaux.

## La ville dans les représentations
L'astéroïde (589780) Ajka porte son nom.

## Relations internationales

### Jumelages
La ville d'Ajka est jumelée avec :
| Ville | Ville             | Pays | Pays      |
| ----- | ----------------- | ---- | --------- |
|       | Cristuru Secuiesc |      | Roumanie  |
|       | Rovaniemi         |      | Finlande  |
|       | Unna              |      | Allemagne |
|       | Weiz              |      | Autriche  |
|       | Xian de Donghai   |      | Chine     |

## Personnalités liées à la localité
Dans le domaine de la musique, on compte Dominika Ács, flûtiste, chanteuse et compositrice hongroise, ainsi que Zoltán Beck, chanteur et guitariste, membre du groupe 30Y. István Cserháti, claviériste et compositeur – ancien membre de P. Mobil et cofondateur du groupe P. Box – a également marqué le paysage musical. Dans le champ de l'opéra, András Farkas, ténor et soliste privé de l'Opéra d'État hongrois, et Renáta Göncz, soprano lyrique et membre fondatrice de la Moltopera Társulat, se sont illustrés.
Le domaine sportif n'est pas en reste : Gergő Kis, nageur champion d'Europe, et Tamás Kiss, canoéiste hongrois médaillé de bronze aux Jeux Olympiques, ont su se faire remarquer dans leurs disciplines. Par ailleurs, Zsóka Gaál s'est imposée comme une joueuse d'échecs de talent.
Le monde du spectacle bénéficie également de la présence d'acteurs et d'actrices remarquables originaires d'Ajka. Nikolett Krajcsi, Dézi Kovács, Cecília Magyar, Anikó Molnár et Lívia Pap ont marqué le cinéma et le théâtre, tandis que Lujza Pap, récipiendaire du prix Edit Domján, et Péter Scherer, acteur lauréat du Prix Mari-Jászai, ont enrichi le paysage théâtral.
Dans le domaine littéraire, des figures telles qu'István Fekete – écrivain, chroniqueur et physiothérapeute, fils d'István Fekete, auteur de romans jeunesse et d'histoires d'animaux – et Gábor Molnár, écrivain, ont contribué à la production littéraire. Imre Kurdi, poète, traducteur, critique littéraire, historien de la littérature et professeur d'université, ainsi que Márió Z. Nemes, poète, critique et esthète, illustrent également l'activité culturelle d'Ajka.
Les arts visuels et les sciences trouvent leur expression à travers Edit Németh, peintre, et Attila Ősi, géologue et paléontologue hongrois, l'un des découverteurs du site de dinosaures de Bakony et responsable des recherches qui y sont menées. La photographie, quant à elle, est représentée par Péter Tímár.
Enfin, dans le domaine des médias, Judit Szlotta, animatrice radio lauréate du prix Kazinczy, figure parmi les personnalités influentes issues d'Ajka.